# Белый гриб сосновый
Бе́лый гриб сосно́вый, или борово́й, или бо́летус соснолюби́вый (лат. Bolétus pinóphilus) — гриб рода Боровик семейства Болетовые.
Считается самостоятельным видом или формой белого гриба (Boletus edulis f. pinicola (Vitt.) Vassilk.).

## Описание

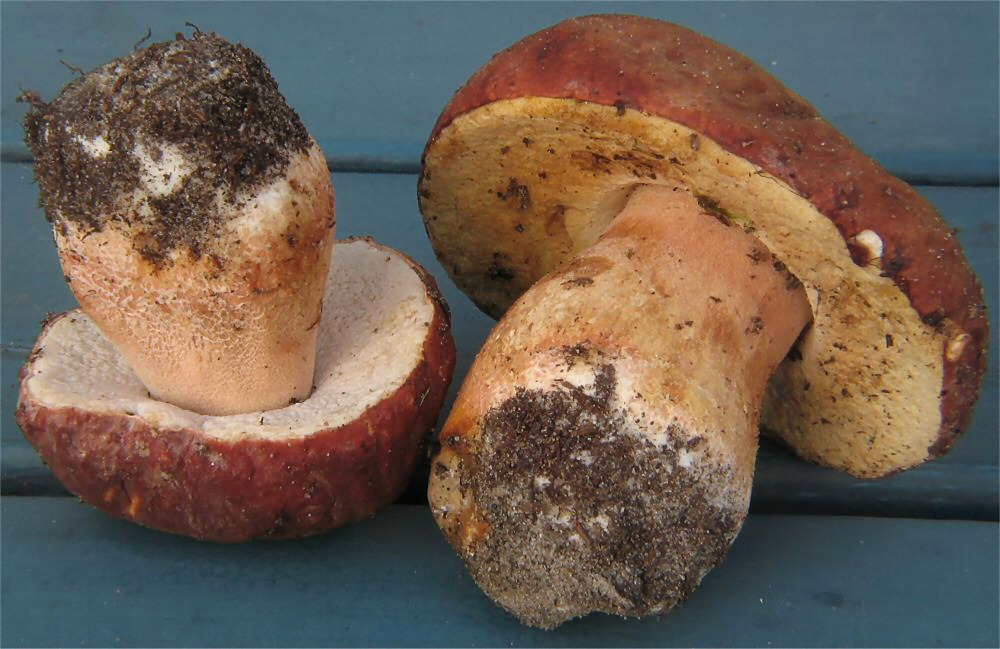

Шляпка диаметром 8—25 (6—30) см, выпуклая (подушковидная или полушаровидная), затем более плоская, поверхность гладкая или неровная, морщинистая или бугорчатая, во влажную погоду слегка слизистая, сухая — матовая. Кожица не снимается, окраска тёмно-коричневая или красно-коричневая, бывает с фиолетовым оттенком, по краю более светлая — от розовой до почти белой (у молодых).
Мякоть плотная, мясистая, белая, на срезе не изменяется, под кожицей шляпки буровато-красная или розовая. Вкус сладковатый, слабо выражен, запах приятный, грибной или поджаренного ореха.
Ножка обычно короткая и толстая, высотой 7—16 см и 3—10 см в толщину, сплошная, часто сильно утолщённая у основания. Поверхность белая или слегка буроватая, покрыта красноватой или светло-коричневой тонкой сеточкой, особенно заметной в верхней части.
Трубчатый слой свободный, с глубокой выемкой возле ножки, белый, позже от желтоватого до оливково-зелёного цвета. Трубочки длиной 1,5—2 см, поры округлые, мелкие.
Остатки покрывала отсутствуют.
Споровый порошок оливково-бурый или жёлто-зелёный, споры 14—20×4—6 мкм, веретеновидные, гладкие.

### Разновидности
Иногда описывается тёмно-красная форма (Boletus pinophilus var. fuscoruber (Forq.) Cetto 1987) с ещё более толстой ножкой красновато-коричневого оттенка.
Ранняя форма белого гриба (Boletus edulis f. praecox, см. Белый гриб) появляется в конце весны. Васильков считает её сезонной формой соснового белого гриба. Отличается более светлой без красного оттенка окраской и слегка коричневатой (не красной) мякотью под кожицей шляпки.
Произрастает на бедных песчаных почвах, можно найти на природных пляжах или в противопожарных траншеях, реже на мхе или чернозёме.

## Сходные виды
Жёлчный гриб — ядовитый гриб с горькой мякотью, отличается розовеющим с возрастом трубчатым слоем, поверхность ножки с шероховатой сеточкой, сеточка имеет более тёмную окраску, чем основной цвет ножки.
Белый гриб (Boletus edulis) и его разновидности — съедобные грибы.

## Экология и распространение

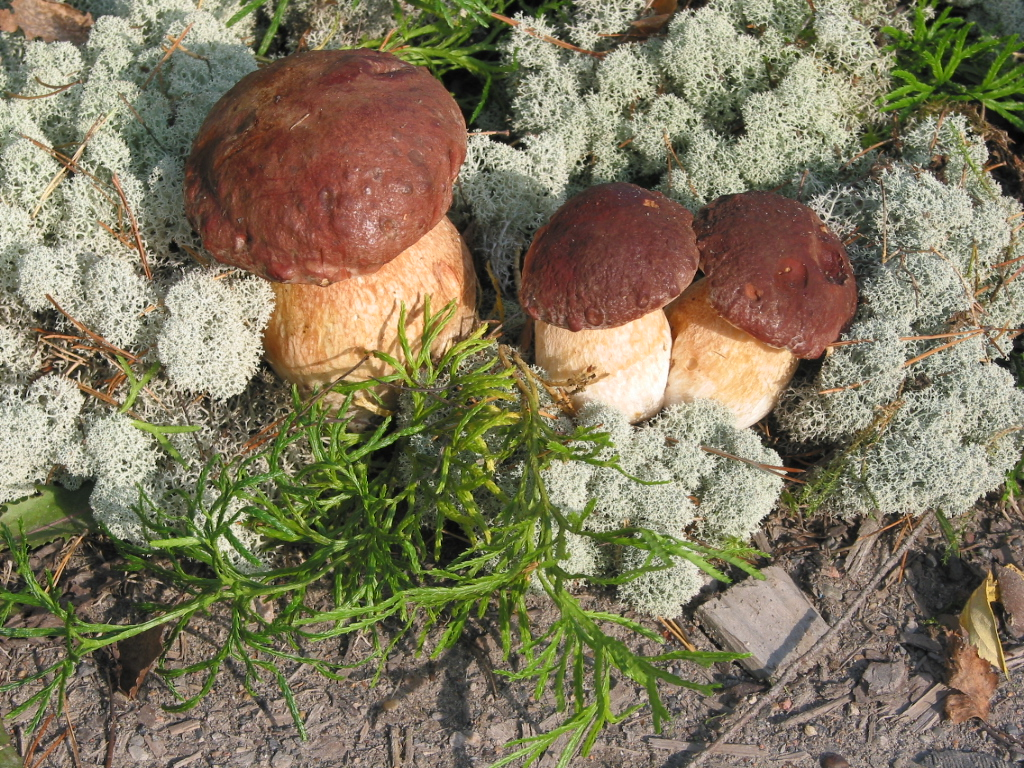
Плодовые тела белого гриба соснового. Томская область, сосновый лес

Образует микоризу главным образом с сосной, реже с елью и лиственными деревьями (бук, дуб, каштан, граб). Растёт в лесах на песчаной почве, часто встречается в горах на высоте до 2000 м, плодоносит одиночно или группами.
Распространён в Европе от Испании и юга Франции до севера, в Центральной Америке (Мексика); в России известен главным образом на севере европейской части — от Кольского полуострова до Полярного Урала, встречается и в более южных областях и в Сибири.
Сезон: середина июня — середина октября, может появляться после первых заморозков.

## Пищевые качества
Съедобный гриб, ценится и употребляется так же, как и белый гриб.